# Адміністративний устрій Мурованокуриловецького району
Адміністративний устрій Мурованокуриловецького району — адміністративно-територіальний поділ Мурованокуриловецького району Вінницької області на 1 селищну громаду та 4 сільські ради, які об'єднують 60 населених пунктів та підпорядковані Мурованокуриловецькій районній раді. Адміністративний центр — смт Муровані Курилівці.

## Список громадМурованокуриловецького району
| № | Назва                                | Центр                  | Населені пункти | Площа км² | Місце за площею | Населення (2001), чол. | Місце за населенням |
| - | ------------------------------------ | ---------------------- | --- | --------- | --------------- | ---------------------- | ------------------- |
| 1 | Мурованокуриловецька селищна громада | смт Муровані Курилівці | смт Муровані Курилівці с. Балківка с. Бахтин с. Бахтинок с. Берлядка с. Біляни с. Блакитне с. Вербовець с. Виноградне с. Вищеольчедаїв с. Вільшанка с. Володимирівка с. Воронівці с. Галайківці с. Горай с. Дерешова с-ще Дігтярка с. Долиняни с. Дружба с. Жван с. Житники с. Знаменівка с-ще Золотогірка с. Конищів с. Котюжани с-ще Котюжани с. Красне с. Кривохижинці с. Кукурівка с. Курашівці с-ще Малий Обухів с. Михайлівці с. Морозівка с. Наддністрянське с. Нишівці с. Новосілка с. Обухів с. Перекоринці с. Петримани с. Попелюхи с. Посухів с. Привітне с. Рівне с. Роздолівка с. Рясне с-ще Свидова с. Снітків с. Степанки с. Ягідне с-ще Яр |           |                 |                        |                     |

## Список радМурованокуриловецького району(з 2019 року)
| № | Назва                      | Центр       | Населені пункти                                                                 | Площа км² | Місце за площею | Населення (2001), чол. | Місце за населенням |
| - | -------------------------- | ----------- | ------------------------------------------------------------------------------- | --------- | --------------- | ---------------------- | ------------------- |
| 1 | Лучинецька сільська рада   | с. Лучинець | с. Лучинець                                                                     |           |                 |                        |                     |
| 2 | Лучинчицька сільська рада  | с. Лучинчик | с. Лучинчик с. Глибока Долина                                                   |           |                 |                        |                     |
| 3 | Немерченська сільська рада | с. Немерче  | с. Немерче с. Вінож с-ще Кукавка с. Кам'янецькі Хутори с-ще Немерче с. Струсове |           |                 |                        |                     |
| 4 | Плосківська сільська рада  | с. Плоске   | с. Плоске                                                                       |           |                 |                        |                     |

## Список радМурованокуриловецького району(до 2019 року)
| №  | Назва                             | Центр                  | Населені пункти                                                                 | Площа км² | Місце за площею | Населення (2001), чол. | Місце за населенням |
| -- | --------------------------------- | ---------------------- | ------------------------------------------------------------------------------- | --------- | --------------- | ---------------------- | ------------------- |
| 1  | Мурованокуриловецька селищна рада | смт Муровані Курилівці | смт Муровані Курилівці                                                          |           |                 |                        |                     |
| 2  | Бахтинська сільська рада          | с. Бахтин              | с. Бахтин с. Бахтинок с. Воронівці с. Новосілка                                 |           |                 |                        |                     |
| 3  | Вербовецька сільська рада         | с. Вербовець           | с. Вербовець с. Виноградне                                                      |           |                 |                        |                     |
| 4  | Вищеольчедаївська сільська рада   | с. Вищеольчедаїв       | с. Вищеольчедаїв                                                                |           |                 |                        |                     |
| 5  | Галайковецька сільська рада       | с. Галайківці          | с. Галайківці с. Володимирівка                                                  |           |                 |                        |                     |
| 6  | Дерешівська сільська рада         | с. Дерешова            | с. Дерешова                                                                     |           |                 |                        |                     |
| 7  | Долинянська сільська рада         | с. Долиняни            | с. Долиняни с. Кривохижинці                                                     |           |                 |                        |                     |
| 8  | Жванська сільська рада            | с. Жван                | с. Жван с. Кукурівка                                                            |           |                 |                        |                     |
| 9  | Конищівська сільська рада         | с. Конищів             | с. Конищів с. Знаменівка с. Ягідне                                              |           |                 |                        |                     |
| 10 | Котюжанівська сільська рада       | с. Котюжани            | с. Котюжани с. Блакитне с. Вільшанка                                            |           |                 |                        |                     |
| 11 | Курашовецька сільська рада        | с. Курашівці           | с. Курашівці с. Балківка с-ще Дігтярка с. Посухів                               |           |                 |                        |                     |
| 12 | Лучинецька сільська рада          | с. Лучинець            | с. Лучинець                                                                     |           |                 |                        |                     |
| 13 | Лучинчицька сільська рада         | с. Лучинчик            | с. Лучинчик с. Глибока Долина                                                   |           |                 |                        |                     |
| 14 | Михайловецька сільська рада       | с. Михайлівці          | с. Михайлівці с. Красне с-ще Яр                                                 |           |                 |                        |                     |
| 15 | Морозівська сільська рада         | с. Морозівка           | с. Морозівка                                                                    |           |                 |                        |                     |
| 16 | Наддністрянська сільська рада     | с. Наддністрянське     | с. Наддністрянське                                                              |           |                 |                        |                     |
| 17 | Немерченська сільська рада        | с. Немерче             | с. Немерче с. Вінож с-ще Кукавка с. Кам'янецькі Хутори с-ще Немерче с. Струсове |           |                 |                        |                     |
| 18 | Обухівська сільська рада          | с. Обухів              | с. Обухів с-ще Котюжани с-ще Малий Обухів с. Берлядка с. Привітне               |           |                 |                        |                     |
| 19 | Петриманська сільська рада        | с. Петримани           | с. Петримани с. Житники с-ще Золотогірка с-ще Свидова                           |           |                 |                        |                     |
| 20 | Плосківська сільська рада         | с. Плоске              | с. Плоске                                                                       |           |                 |                        |                     |
| 21 | Попелюхівська сільська рада       | с. Попелюхи            | с. Попелюхи с. Біляни                                                           |           |                 |                        |                     |
| 22 | Рівненська сільська рада          | с. Рівне               | с. Рівне с. Нишівці                                                             |           |                 |                        |                     |
| 23 | Роздолівська сільська рада        | с. Роздолівка          | с. Роздолівка с. Дружба с. Перекоринці                                          |           |                 |                        |                     |
| 24 | Снітківська сільська рада         | с. Снітків             | с. Снітків с. Рясне                                                             |           |                 |                        |                     |
| 25 | Степанківська сільська рада       | с. Степанки            | с. Степанки с. Горай                                                            |           |                 |                        |                     |

Скорочення: м. — місто, с. — село, смт — селище міського типу, с-ще — селище